# اقلیم گرم و مرطوب
عوامل محیطی مانند گرما و سرما، برف و باران، باد و خورشید و غیره نقش مهمی در زندگی انسان دارند. توجه به این خصوصیات اقلیمی در هر منطقه هم به لحاظ زیبایی‌شناسی اثری مطلوب و دلپذیر را خلق می‌کند و هم شرایط آسایش انسان را به لحاظ اقلیمی تأمین می‌نماید.

## اقلیم
به‌طور کلی اقلیم عبارت است از تأثیر عوامل فیزیکی و جوی یک محیط که خصوصیت جغرافیایی یک محل آن را مشخص می‌کند.
اقلیم‌شناسی آب و هوا را شناسایی و تبیین می‌کند.

## اثرات تغییر اقلیم
آب و هوا متأثر از دو عامل دما و میزان بارش است و این دو عامل خود تحت تأثیر سه عامل عرض جغرافیایی، ارتفاع و جریان‌های اقیانوسی قرار دارند؛ بنابراین با تغییر هر یک از این عوامل، تغییرات آب و هوایی اتفاق می‌افتد که به پیامد آن چگونگی زندگی انسان‌ها نیز تغییر می‌کند.

## تقسیمات اقلیمی درایران
اصولاً در بسیاری مناطق جهان، اقلیم به وسیلهٔ عرض جغرافیایی و ارتفاع از سطح دریا مشخص می‌شود، ایران با قرار گرفتن بین ۲۵ و ۴۵ درجه عرض جغرافیایی شمالی، در منطقه گرم قرار دارد و از نظر ارتفاع نیز، فلات مرتفعی است که مجموع سطوحی از آن که ارتفاعشان از سطح دریا کمتر از ۴۷۵ متر است، درصد بسیار کمی از سطح کل کشور را تشکیل می‌دهند. با وجود اینکه ایران دارای دو حوزه بزرگ آب (دریای خزر و خلیج فارس) است، به دلیل وجود رشته کوه‌های البرز و زاگرس و نحوه قرارگیری آنها، اثرات این دو حوزه محدود به نواحی بسیار نزدیک به آنهاست، دانشمندان ایرانی، تقسیمات اقلیمی ایران را بر اساس روش کوپن انجام داده‌اند، بنابراین تقسیمات چهارگانهٔ اقلیم ایران را که توسط دکتر حسن گنجی با کمی تغییر در روش تقسیم‌بندی کوپن پیشنهاد شده به شرح زیرمی باشد:
1. اقلیم معتدل و مرطوب (برخی از نواحی سواحل جنوبی دریای خزر)
2. اقلیم گرم و مرطوب (سواحل جنوب ایران)
3. اقلیم گرم و خشک (فلات مرکزی)
4. اقلیم سرد (کوهستان‌ها و نواحی کوهپایه‌ای)

سواحل جنوبی ایران که به وسیلهٔ رشته کوه‌های زاگرس از فلات مرکزی جدا شده‌اند، اقلیم گرم و مرطوب کشور را تشکیل می‌دهند. این ناحیه شامل نوار باریک ساحل شمالی خلیج فارس و دریای عمان از اروند رود در جنوب غربی استان خوزستان تا خلیج گواتر در جنوب شرقی استان سیستان و بلوچستان می‌باشد که آن را به خاطر آب و هوای گرم و طاقت فرسا «دروازه جهنم» نامیده‌اند. از ویژگی‌های این اقلیم تابستان‌ها بسیار گرم و مرطوب و زمستان‌های معتدل است، به جز نخلستان‌ها و کشتزارهای محدود، این منطقه به‌طور کلی فاقد پوشش گیاهی می‌باشد. در این مناطق، حداکثر دمای هوا در تابستان به ۳۵ تا ۴۰ درجه سانتی گراد و حداکثر رطوبت نسبی به ۷۰ درصد می‌رسد، در این مناطق، تفاوت دمای هوای سطح خشکی و سطح دریا باعث به وجود آمدن نسیم‌های دریا و خشکی می‌شود، و از ویژگی‌های دیگر این اقلیم شدت زیاد تابش آفتاب است که در هوای مرطوب این ناحیه باعث خیرگی و ناراحتی چشم می‌شود به‌طوری‌که در آسمان ابری و شیری رنگ، روشنایی زیاد به خاطر شدت تابش پرتو پراکنش یافته چشم را آزار می‌دهد و در هوای صاف و زمین بایر مقداری پرتو منعکس شده از سطح زمین حداکثر می‌باشد، شهرهای بندرعباس، جاسک، آبادان و اهواز از جمله شهرهای این اقلیم محسوب می‌شوند. به خاطر فاصله‌ای که از دریا دارند، از نظر گرما و رطوبت و میزان بارندگی متفاوت‌اند. به‌طور مثال میزان بارندگی در سواحل خلیج فارس بیشتر و منظم تر و در سواحل دریای عمان که تحت تأثیر بادهای موسمی اقیانوس هند قرار دارد، دارای باران‌های نامنظم و خشک سالی‌های فراوان است.

## ویژگی‌های عمومی اقلیم گرم و مرطوب
بارندگی بسیار اندک سالیانه – رطوبت بسیار زیاد هوا – زمستان‌های معتدل و تابستان‌های بسیار گرم و مرطوب – نوسان درجه حرارت بسیار کم در طول شبانه روز به دلیل وجود رطوبت- شور بودن آب‌های زیر زمینی – کم بودن پوشش گیاهی.
به خاطر آهکی بودن خاک این نواحی و فقدان پوشش گیاهی، آب باران به زمین نفوذ نکرده و غالباً همان باران اندک نیز به صورت سیل روانه دریا می‌شود.

### طراحی معماری در اقلیم گرم و مرطوب
روشی است برای ثابت نگه داشتن یا به حداقل رساندن هزینه لازم برای حفظ شرایط مطلوب و آسایش در فضای داخل بنا می‌باشد. حفظ آسایش حرارتی، از تعادل دما میان بدن و محیط اطراف ناشی می‌گردد.
اهداف طراحی اقلیمی در اقلیم گرم و مرطوب موارد زیر می‌باشد:
- کاهش دمای هوای داخلی
- محافظت از ساختمان در برابر تابش نور خورشید با ایجاد حداکثر سایه اندازی
- استفاده از جریان هوا برای ایجاد تهویه طبیعی.

### بافت شهری
ایجاد سایه و استفاده از جریان هوا دو عامل شکل دهنده به بافت شهری و فرم بنا در این ناحیه می‌باشد. ایجاد بافت شهری نیمه متراکم، بافت روستایی نسبتاً باز، گسترش شهرها و روستاهای ساحلی در امتداد ساحل و رو به دریا، از ویژگی‌های بافت شهری این ناحیه می‌باشد.
1. بافت شهری ناحیه ساحلی خلیج فارس و دریای عمان به لحاظ تراکم بنا بین بافت باز سواحل جنوبی دریای خزر و بافت بسته و متراکم ناحیه مرکزی ایران می‌باشد.
2. به دلیل نیاز به سایه اندازی ابنیه مجاور و هم چنین نیاز به ایجاد جریان هوا بافتی نیمه باز در این اقلیم ایجاد شده‌است.
3. در این ناحیه هر چه از ساحل دورتر می‌شویم بافت شهرها متراکم تر می‌شود مانند خرمشهر و روستای قدیمی بستک.

### جهت قرارگیری ساختمان‌ها
با توجه به زاویه تابش خورشید و سایر عوامل اقلیمی در این ناحیه بهترین جهت برای قرارگیری ساختمان از ۵ درجه جنوب غربی و تا ۱۵ درجه جنوب شرقی می‌باشد که زاویه مطلوب ۵ درجه جنوب شرقی است.

### قرارگیری ساختمان روی شیب
همان گونه که اشاره شد بیشینه کردن جریان هوا و ایجاد سایه از عمده اهداف طراحی اقلیمی در این منطقه می‌باشد؛ بنابراین مطلوب‌ترین موقعیت ساختمان در شیب در این اقلیم برای در معرض باد بودن در بالای شیب و در شیب شرقی برای کاهش مواجه شدن با تابش خورشید در بعدازظهر است.

### توصیه‌های طراحی
1. فرم کلی ساختمان:

به دلیل شدت تابش آفتاب در جهات شرق و غرب، فرم ساختمان باید کشیدگی در امتداد محور شرقی – غربی داشته باشد. در این حالت ایجاد کوران درداخل ساختمان و کاهش رطوبت هوای داخلی بهتر انجام می‌شود.

در صورتی که ساختمان در سایه کامل قرار گیرد پلان آن می‌تواند آزاد باشد، توصیه می‌شود ساختمان در جهت وزش بادهای مطلوب قرار گرفته و سقف آن بلند باشد.
1. به حداکثر رساندن جریان هوا در اطراف ساختمان‌ها با ایجاد فاصله مناسب در بین آن‌ها توصیه می‌شود.
2. اجتناب از ایجاد پنجره در نماهای شرقی و به خصوص غربی، در غیر اینصورت محدود نمودن تعداد و مساحت چنین پنجره‌هایی و پیش‌بینی سایبان عمودی برای آن‌ها توصیه می‌شود.
3. استفاده از شیشه‌های دو جداره توصیه می‌شود.[۱]

### تهویه مورد نیاز در ساختمان
مهمترین عامل ناراحتی انسان در این ناحیه خیس ماندن پوست بدن و کم بودن ظرفیت تبخیر هوا به دلیل رطوبت زیاد می‌باشد؛ بنابراین رعایت اصول زیر می‌تواند تا حدی این مشکلات را مرتفع نماید.
1. در صورت امکان تمام اتاق‌های ساختمان دارای بازشو در منطقه فشار و مکش باشند.
2. پلان‌ها باز طراحی شوند و فضای عریض و آزاد بین ساختمان‌ها وجود داشته باشد.
3. مناسب‌ترین ارتفاع کف پنجره .۵ تا ۱٫۵ متر از کف اتاق است و اگر به دلایلی پنجره‌ها باید در ارتفاع بالاتری قرار گیرند، بهتر است از پنجره‌های افقی که باد را به پایین هدایت می‌کند استفاده کرد.
4. با گسترش بام در سطحی بیش از سطح زیربنا می‌توان پنجره‌ها و دیوارها را در برابر تابش آفتاب و ریزش باران حفظ کرد.

### ویژگی‌های معماری
1. ساخت بناها به صورت حیاط مرکزی و نیمه درون گرا
2. مرتفع ساختن اتاق‌ها
3. استفاده از ایوان‌های وسیع و مرتفع.[۲]
4. استفاده از رنگ روشن
5. بافت پراکنده
6. مصالح با ظرفیت حرارتی کم
7. استفاده از بادگیر
8. بام مسطح یا گنبدی
9. استقرار روی زمین.[۱]

### مصالح مورد استفاده
به دلیل گرمای زیاد و کم بودن نوسان درجه حرارت در طول شبانه روزمصالح مورد استفاده در این اقلیم باید از ظرفیت حرارتی کمی برخوردار باشد.
1. چوب بهترین نوع مصالح در این منطقه است زیرا حرارت را به کندی منتقل می‌کند (به دلیل ضریب رسانش پایین) و به خاطر کم بودن ظرفیت حرارتی در شب با وزش نسیم گرمای کسب شده را از دست می‌دهد؛ ولی به دلیل کم بودن پوشش گیاهی در این منطقه به ندرت از چوب استفاده می‌شود.
2. در کنار هورها و مردابها و در مناطقی که نی وجود دارد خانه‌های حصیری ساخته می‌شود که مخصوص خانواده‌های تنگدست است این خانه‌ها به «کپر» معروفند.
3. در بندر بوشهر، اکثر خانه‌ها با سنگ‌های رسوبی ساخته شده‌اند.
4. در چابهار اکثر خانه‌ها با خشت اجرا شده‌اند.
5. در خرمشهر خشت و آجر مصالح غالب ساختمانی هستند.
6. در این مناطق غالباً طاقها کاه گلی و و مسطح هستند.
7. در برخی از شهرهای این اقلیم برای ایجاد جریان هوا از بادگیر استفاده می‌شده‌است مانند جزیره کیش.[۲]